# Waldjinah
Waldjinah (ur. 7 listopada 1945 w Surakarcie) – indonezyjska śpiewaczka wykonująca muzykę keroncong, należąca do najsłynniejszych przedstawicieli tego gatunku.
Urodziła się jako dziesiąte dziecko w ubogiej rodzinie. Jej ojciec zarabiał na życie jako rzemieślnik w fabryce batiku, a matka sprzedawała żywność na targu. Gatunkiem keroncong zainteresowała się w trakcie nauki w szkole średniej. W 1958 r. zdobyła pierwszą nagrodę w konkursie zorganizowanym przez Radio Republik Indonesia.
Na swoim koncie ma ponad 200 albumów i ponad 1500 utworów. Jej dorobek obejmuje tradycyjne nagrania z gamelanem, utwory popularne, utwory keroncong i rozmaite inne style. Wśród nich jest m.in. nagranie „Walang Kekek”, które spopularyzowało gatunek keroncong w różnych regionach Indonezji. W trakcie swojej kariery współpracowała z muzykami takimi jak Mus Mulyadi, Gesang Martohartono, Andjar Any czy Ismail Marzuki.